# Max Hainle
Max Hainle (n. 23 februarie 1882, Dortmund, Imperiul German – d. 19 aprilie 1961, Bad Nauheim, Republica Federală Germania, Germania) a fost un înotător german, medaliat olimpic. A participat la o ediție a Jocurilor Olimpice (1900) în care a câștigat o medalie de aur.

## Participări
Lista de mai jos prezintă principalele competiții la care a participat Max Hainle de-a lungul carierei.
- natation aux Jeux olympiques d'été de 1900 – 200 mètres par équipes hommes[*]